# Frederick Pollock, 3:e baronet
Frederick Pollock, 3:e baronet , född den 10 december 1845 i London, död den 18 januari 1937, var en engelsk jurist. Han var sonson till Frederick Pollock, 1:e baronet och brorsons son till George Pollock, 1:e baronet. 
Pollock var 1882–1883 juris professor vid University college i London och 1883–1903 vid Oxfords universitet. Bland Pollocks många juridiska arbeten märks The Land Laws (1882; 3:e upplagan 1895), Introduction to the History of the Science of Politics (1890; ny upplaga 1911) samt framför allt det för engelsk rättshistoria banbrytande i förening med Frederic William Maitland utgivna verket History of English Law (2 band, 1895; 2:a upplagan 1898). Han ärvde 1888 sin fars baronetvärdighet och var från 1914 sjörättsdomare (domare vid Admiralty court of Cinque ports). Bland Pollocks senaste skrifter märks The League of Nations (1920; 2:a upplagan 1922) och Essays in Law (1922).